# Leonida Tonelli
Leonida Tonelli (né le 19 avril 1885 à Gallipoli et mort le 12 mars 1946 à Pise) est un mathématicien italien, connu pour le théorème de Tonelli, une variante du théorème de Fubini, et pour l'introduction des méthodes semi-continues utilisées pour la méthode directe dans le calcul des variations,.

## Biographie
En 1923 il est lauréat du prix mathématique de l'Académie italienne des sciences.

## Publications
- Fondamenti di Calcolo delle Variazioni. Zanichelli, Bologne, Bd. 1: 1922, Bd. 2: 1923.
- Serie trigonometriche. Zanichelli, Bologne, 1928.